# Hong Kong Tennis Open 2016
Hong Kong Tennis Open 2016 (також відомий під назвою Prudential Hong Kong Tennis Open за назвою спонсора) — професійний тенісний турнір, що проходив на кортах з твердим покриттям. Відбувсь усьоме, що проходив у рамках Тур WTA 2016. Відбувся в Victoria Park, Гонконг, from 10 жовтня to 16.

## Очки і призові

### Нарахування очок
| Дисципліна       | П   | Ф   | ПФ  | ЧФ | 1/8 | 1/16 | Q   | Q2  | Q1  |
| Одиночний розряд | 280 | 180 | 110 | 60 | 30  | 1    | 18  | 12  | 1   |
| Парний розряд    | 280 | 180 | 110 | 60 | 1   | Н/Д  | Н/Д | Н/Д | Н/Д |

### Призові гроші
| Дисципліна       | П       | Ф       | ПФ      | ЧФ     | 1/8    | 1/161  | Q2     | Q1   |
| Одиночний розряд | $43,000 | $21,400 | $11,500 | $6,175 | $3,400 | $2,100 | $1,020 | $600 |
| Парний розряд *  | $12,300 | $6,400  | $3,435  | $1,820 | $960   | Н/Д    | Н/Д    | Н/Д  |

1 Кваліфаєри отримують і призові гроші 1/16 фіналу

* на пару

## Учасниці основної сітки в одиночному розряді

### Сіяні пари
| Країна          | Гравчиня         | Рейтинг1 | Сіяна |
| --------------- | ---------------- | -------- | ----- |
| Німеччина       | Анджелік Кербер  | 1        | 1     |
| США             | Вінус Вільямс    | 13       | 2     |
| Велика Британія | Джоанна Конта    | 14       | 3     |
| Австралія       | Саманта Стосур   | 18       | 4     |
| Данія           | Каролін Возняцкі | 22       | 5     |
| Франція         | Каролін Гарсія   | 25       | 6     |
| Сербія          | Єлена Янкович    | 37       | 7     |
| Австралія       | Дарія Гаврилова  | 49       | 8     |

- 1 Рейтинг подано станом на 3 жовтня 2016

### Інші учасниці
Нижче наведено учасниць, які отримали вайлдкард на участь в основній сітці:
- Башак Ерайдин
- Lee Ya-hsuan
- Чжан Лін

Нижче наведено гравчинь, які пробились в основну сітку через стадію кваліфікації:
- Марина Еракович
- Даліла Якупович
- Александра Крунич
- Луксіка Кумхун
- Тереза Мартінцова
- Чжу Лінь

### Відмовились від участі
До початку турніру
- Маріана дуке-Маріньйо → її замінила  Одзакі Ріса
- Крістіна Кучова → її замінила  Бетані Маттек-Сендс
- Яніна Вікмаєр → її замінила  Марія Саккарі

Під час турніру
- Джоанна Конта

## Учасниці основної сітки в парному розряді

### Сіяні пари
| Країна            | Гравчиня      | Країна            | Гравчиня           | Рейтинг1 | Сіяна |
| ----------------- | ------------- | ----------------- | ------------------ | -------- | ----- |
| Китайський Тайбей | Чжань Хаоцін  | Китайський Тайбей | Чжань Юнжань       | 18       | 1     |
| Словенія          | Андрея Клепач | Словенія          | Катарина Среботнік | 54       | 2     |
| КНР               | Лян Чень      | КНР               | Ян Чжаосюань       | 98       | 3     |
| Японія            | Аояма Сюко    | Японія            | Ніномія Макото     | 114      | 4     |

1 Рейтинг подано станом на 3 жовтня 2016

### Інші учасниці
Нижче наведено пари, які отримали вайлдкард на участь в основній сітці:
- Ng Kwan-yau /  Чжен Сайсай
- Eudice Chong /  Кетрін Іп

## Переможниці та фіналістки

### Одиночний розряд
- Каролін Возняцкі —  Крістіна Младенович, 6−1, 6–7(4–7), 6−2

### Парний розряд
- Чжань Хаоцін /  Чжань Юнжань —  Наомі Броді /  Гезер Вотсон, 6−3, 6–1